# Bayung Lencir (plaats)
Bayung Lencir is een bestuurslaag in het regentschap Musi Banyuasin van de provincie Zuid-Sumatra, Indonesië. Bayung Lencir telt 11.014 inwoners (volkstelling 2010).